# 明斯特历史

明斯特的市徽

明斯特是德國北萊茵-威斯特法倫州北部的一座城市。明斯特是一個大學城，也是幾個重大歷史事件的见证地。

## 早期
793年，查理大帝派出作為傳教士的弗里斯蘭人利德格尔（後來被封為聖徒）來教化他一直與之交戰的萨克森人，並將他最近拆除的法蘭克要塞Mimigernaford（“舍河上的淺灘”）作為總部，位於從科隆到弗里西亞的道路。利德格尔是烏得勒支和約克學派的產物，該學派培養了許多在查理大帝的廷臣，其中最著名的就是阿尔琴。他在舍河的右岸建造了他的教堂和迴廊，位於被稱為Horsteberg的高處：這就是明斯特（Münster 字面意思是修道院）名字的来源。805年，利德格尔前往羅馬被任命為明斯特的第一任主教，並很快創辦了一所學校。浅滩和十字路口、市場、主教管理中心、圖書館和學校的結合，使明斯特成為西北德一個重要的中心。在中世紀，明斯特是漢薩同盟的主要成員。到16世紀初，明斯特人口已超過15,000人，並在其領土上實現了相當程度的自治。

## 步入現代

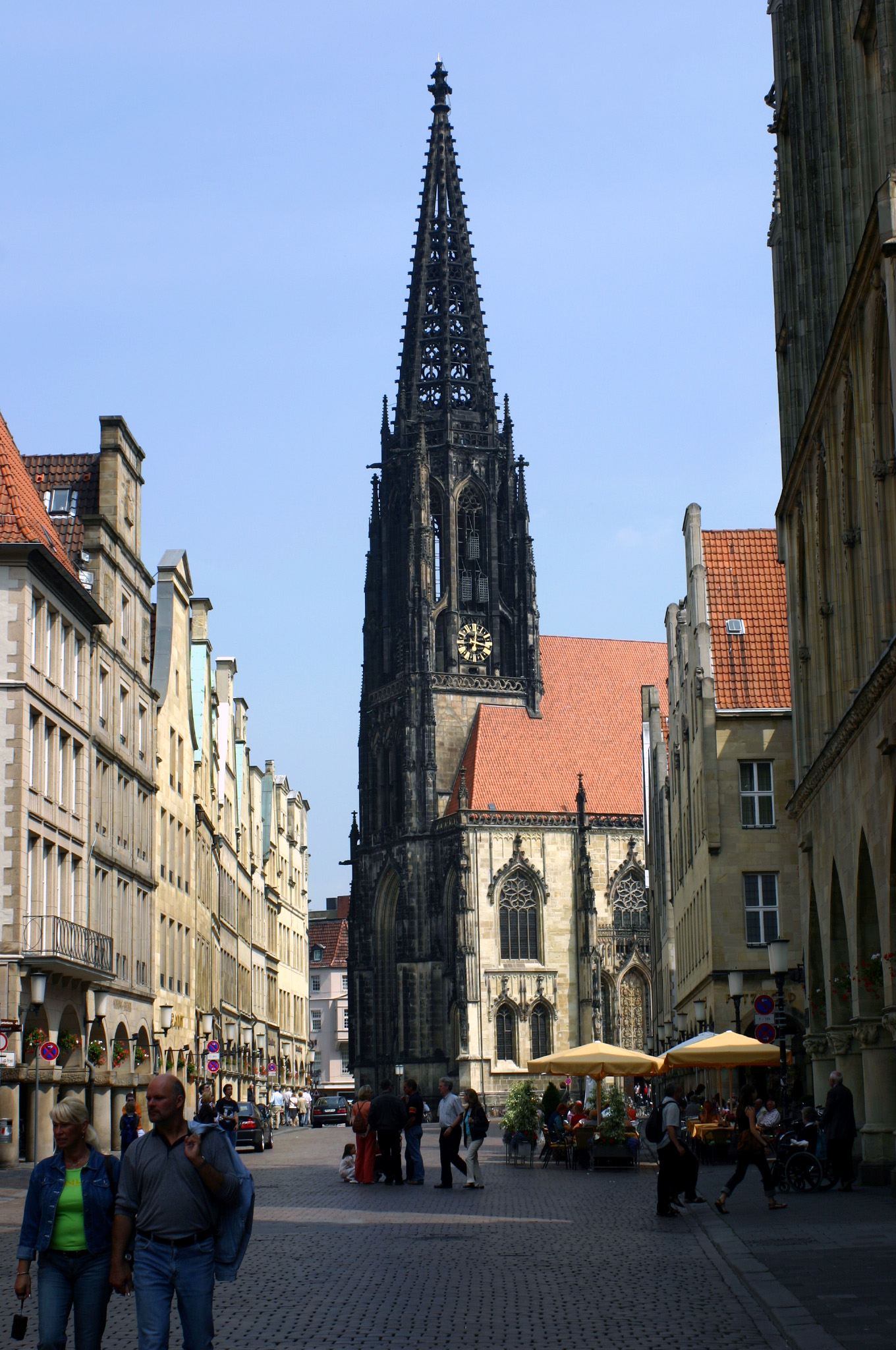
Münster: the Prinzipalmarkt with St Lambert's church.

1780年，明斯特大学（正式名称威斯特法倫·威廉大學（德语：Westfälische Wilhelms-Universität））成立，现已成为欧洲主要的卓越教育和研究中心，拥有艺术、人文、神学、科学、商业和法律等众多院系。目前在校本科生、研究生约4万人。1802年，明斯特在拿破仑战争期间被普鲁士征服。 它成为普鲁士威斯特伐利亚省的首府。 一个世纪后的1899年，该市港口开始运营，该市与多特蒙德-埃姆斯运河相连。

## 二戰
在第二次世界大戰期間，明斯特被设立為德國國防軍第6軍區（Wehrkreis）的總部（Hauptsitz），由步兵上将格哈德·格洛克指揮。最初由威斯特伐利亞和萊茵蘭組成，在法國戰役後擴大到包括比利時的歐本-馬爾梅迪地區。總部控制著明斯特、埃森、杜塞爾多夫、伍珀塔爾、比勒費爾德、科斯菲爾德、帕德博恩、赫爾福德、明登、代特莫爾德、林根、奧斯納布呂克、雷克林豪森、蓋爾森基興和科隆的軍事行動。明斯特是第6和23步兵軍的驻地。明斯特也是第6、第16、第25裝甲師和第16裝甲擲彈師的所在地；以及第6、26、69、86、106、126、196、199、211、227、253、254、264、306、326、329、336、371、385和716步兵師的驻地。

## 戰後
從1974年起，這座城市是美國藝術家月亮狗（Moondog）的住所，他是一個崇拜戰後德國的古怪人物。2003年，明斯特主辦了中歐信息學奧林匹克競賽。